# 이와야촌 (교토부)
이와야촌(일본어: 岩屋村)은 일본 교토부 요사군에 있던 촌이다.

## 역사
- 1894년 10월 12일 - 오아자 이와야가 분립해, 이와야촌이 성립하였다.
- 1955년 3월 1일 - 미고우치촌, 이치바촌, 야마다촌, 이시카와촌과 합병해 노다가와정이 성립, 동일 이와야촌은 폐지되었다.

## 참고문헌
- 가도카와 일본 지명 대사전 26 京都府